# Gokudō-kun Man'yūki
Gokudō-kun Man'yūki (ゴクドーくん漫遊記 lit. Gokudō-kun, el aventurero?) es una serie de anime japonesa basada en una serie de novelas ligeras. Cuenta la historia de un aventurero llamado Gokudō Yuccot Kikansky (Jester Euborn Libertein, en algunas versiones). La historia de Gokudō está situada en una época lejana donde existían la magia y las criaturas mágicas, es un mundo fantástico donde se puede esperar de todo.

## Personajes
Gokudō Yuccot Kikansky
Voz por: Akira Ishida
Es un aventurero cuyo único interés es tener dinero, chicas y poder. Es un ser ambicioso y convenido que es capaz de poner en peligro a sus amigos para salvarse él, su corazón es completamente oscuro. Sin embargo, aunque no quiera admitirlo, Gokudō en el fondo es una buena persona y aprecia sus lazos con sus conocidos. Es un buen espadachín, tiene una espada mágica que lanza fuego que consiguió tras vencer a unos caballeros de armadura negra. El único pariente que se da a conocer en la serie es su "hermano" (es decir su otra mitad) Justicia, cuyo carácter es completamente opuesto al de Gokudō. 
Rubette La Lette
Voz por: Sayuri Yoshida
Es la hija del conde La Lette. Aunque a primera vista parece una dama de corte, ella es una amante de la aventura, es por eso por lo que decide seguir a Gokudō por todas partes. Lo ve por primera vez en una celda en el castillo del rey, ambos han sido secuestrados para ser sacrifiados al día siguiente. Tiene un temperamento muy fuerte y no le gusta nada que le manden o que alguien le lleve la contraria, aun así, es muy buena persona y muy querida por el grupo (menos Gokudō). Tiene el pelo rubio y largo, los ojos azules y lleva un vestido de color verde. Al parecer tiene sentimientos hacia Jester, esto queda evidente en el último capítulo. 
Djinn
Voz por: Hiroshi Shimaka, Mami Kingetsu (mujer)
Es un gran genio que siempre está detrás de Gokudō para enseñarle a ser buena persona y que le pida tres deseos. Sin embargo, Djinn no concede cualquier deseo, solo acepta los que no son malvados o ambiciosos, lo que lleva de cabeza al pobre Gokudō. Sus discursos son insoportables y nadie le aguanta cuando empieza a hablar, solo Narnia, una chica enamorada del interior de Djinn, es la única que le escucha con interés. El hobby de este genio es la bebida, hará cualquier cosa si le das una botella de vino. Es castigado por la "Vieja", o "Siñiora presidenta" como le llama Djinn, por el exceso de la bebida. Djin es de estatura gigante, tiene barba y bigote negros y largos y viste con ropa blanca y roja, se le invoca desde una piedra mágica. También le gusta de vez en cuando transformarse en una joven con un gorro parecido al de un arlequín, y en dragón para alguna batalla y para viajar. 
Príncipe Niari
Voz por: Shinichiro Miki
Niari es el príncipe del mundo de los demonios e hijo de la "Vieja". Es un personaje muy atractivo y atrae locas a todas las chicas. Sólo se le escapa Rubette, no consigue enamorarla de él ni a la de tres y va en el grupo de Jester solo por estar con ella y probar suerte. Aunque pertenece al mundo de los demonios, Nearly es un personaje bueno. También sabe usar la magia, tiene un gran poder, pero su madre le castigó sin poder usarla con toda su intensidad por intentar acabar con Jester. Niari tiene el pelo largo y de color negro azulado, ojos azul oscuro y va vestido de blanco, azul y morado. 
La vieja"
Voz por: Junko Hori
Se presenta ante Gokudō primero como una adivina errante y más tarde revela su identidad como reina del mundo de los demonios. Parece que quiere ayudar a Gokudō, pero al final resulta que sólo quiere aprovecharse de él para cumplir sus ambiciones (aunque luego se descubre que solo les estaba poniendo a prueba). A pesar de su verdadera y muy bella apariencia, su horrible voz lo estropea todo. Es la persona a la que Jester roba la piedra de donde más tarde aparece Djinn. Siempre aparece cuando menos se la espera para meter a Jester en líos. Va siempre con una túnica con capucha marrón y nunca se separa de su bastón.

## Otros personajes
Ikkyu
Voz por: Makiko Omoto
Un demonio con aspecto de niño que trabaja para un templo demoníaco cerca del reino del Rey Dragón. Desde el comienzo hace buenas migas con Jester por su comportamiento egoísta, pero eso no quiere decir que sean amigos. Fue capturado por el Monje Sanzo, haciendo que se volviera bueno, pero tras ser liberado, recuperó su maldad. 
Narnia
Voz por: Yuu Asakawa
Una hermosa y valiente guerrera que vagaba por el infamundo y se encontró con Djinn en el cuerpo de Nearly cuando iban a ejecutarle. Tras rescatarle, se enamora de él. Es una persona bondadosa y valiente y prefiere ver lo que hay en el corazón de cada uno antes que lo que hay en el exterior, razón por la cual se enamora de Djinn. En realidad, ella es una doncella de la Reina del Oeste y es escogida por esta para ser la sucesora del trono, pero ya que aún no se encontraba totalmente preparada, es mandada a viajar junto con Jester y los demás, para adquirir lo que le falta.
La Reina del Oeste
Voz por: Junko Hori
Una mujer-tigresa de misteriosos propósitos y motivos. Al final, se descubre quien es en realidad Osease la Vieja.
Empanadilla
Voz por: Yuichi Nagashima
También conocido como "Rey Empanadilla", Empanadilla es un cocinero de empanadillas para todas las almas muertas del inframundo y la tierra. Es conocido como el mejor cocinero de empanadillas de todo el mundo muerto y vivo, razón por la cual tiene diversas sucursales y negocios en los dos mundos. Persigue a Jester porque este no pagó las empanadillas que tanto trabajo le costó hacerle. 
Ermipanda
Voz por:  Kyosei Tsukui
Un panda ermitaño (como su propio nombre indica) que viaja en busca de la iluminación... O eso se cree. Fue uno de los ayudantes del Monje Sanzo, pero tras liberarse se muestra con una actitud cobarde, tramposa y roñica. Quiere conquistar el mundo para crear un mundo por y para pandas. Sin saber cómo, da a luz a Jesterminador, que acabó metido en el cuerpo de un chibi-Jester.
Asaga
Hija de un posadero que daba cobijo a Jester, Asaga fue secuestrada por unos soldados que iban a sacrificarla con otras más para llevar a cabo un ritual oscuro. Aunque su padre contrató a Jester para que la rescatara, este la ignoró por completo. Ironías de la vida: Jester acabó compartiendo celda con ella y otras chicas. Asaga está profundamente enamorada de Justicia y este amor es correspondido por él. Tras la derrota del Rey Demonio vuelve la paz al reino y Asaga y Justicia se casan.
Justicia
Se trata del hermano gemelo de Gokudō, pero nadie lo diría. Es un personaje agradable y cortés, aunque demasiado patético en todo lo que hace. Posee una espada mágica que escupe hielo, que es la mitad de la espada que tiene Jester. Tiene el pelo rubio y lagro, los ojos azules y va vestido de azul y negro con una cinta en la cabeza roja y una capa de igual color. También tiene unas cuantas vendas en el brazo y nunca se separa de su espada. Aunque Justicia muestra un gran afecto por Jester, este no lo corresponde por motivos desconocidos. Aunque tal y como dijo la vieja en realidad era un príncipe partido por la mitad que resultó ser una mitad Jester y otra justicia podría ser que simbolizen el ying y el yang, por eso igual que justicia es bueno y amable Jester es lo contrario.
Rayuka y Shikinka
Voz por: Kae Araki y Manabi Mizuno
Estas dos chicas tan guapas son las hermanas demonio, que junto a Rubette y a Jester (cuando estaba en el cuerpo de Rubette) forman el conjunto musical de las Hermanas Chingentzae. Rayuka, la pelirroja, es la novia del hijo de Diablo Negro, y Shikinka, la morena, es algo criticona con el pobre Jester (pero él se lo merece). 
Koko
Voz por: Hoko Kuwashima
Princesa del Reino del Atardecer. Sedujo a Jester para que le siguiera y luego le llevó a una trampa mortal en la cual él moriría. 
Dios Indra
Voz por: Hideo Ishikawa
El protector de las deidades de Buda, siempre va con peluca, se transforma e un dios gigantesco y tiene como sirvientes a alfa y omega, es destruido pero reaparece al final de la serie. 
Diosa del Sol
Voz por: Taeko Kawada
Diosa, hermana mayor del dios Dragón. A pesar de su aspecto de niña, esta diosa es muy poderosa. Cuando se enfada o tiene una rabieta provoca tormentas de lluvia y rayos. 
Monje Sanzo
Voz por: Ryotaro Okiayu
Sacado parodiando posiblemente el anime Saiyuki que a la vez es una versión animada del libro de Viaje al Oeste parece que está ambientado en una época más tarde del final del libro. 
Tei
Voz por: Hiroyuki Satou
Es un sabio taoísta, trabaja como un cazador de espíritus, a los cuales les altera la mente y conserva a sus "trofeos" en pequeños frascos. Se enamora de Rubette cuando Jester se encuentra atrapado en el cuerpo de esta. En realidad es el hijo del Diablo Negro, y por tanto, el novio de Rayuka. 
Maitreya
También llamada máquina del juicio final, está destinada a nacer dentro de 5670 millones de años para la salvación de los humanos. Se une con Jester durante un tiempo y al final gracias a la influencia de Jester comprende su existencia.
Pegaso
Voz por: Katsuya Shiga
Es el caballo alado que acompaña en sus aventuras a Jester y a los demás. Durante algunos capítulos es transformado por Djinn en un hombre muy fuerte, pero que sigue manteniendo las manías de un caballo. 
Conejita
Voz por: Manabi Mizuno
Sale mucho en la serie sin embargo no parece tener un papel importante.

## Media

### Anime
El anime tiene 26 episodios.

#### Lista de capítulos
- Me convierto en una tía buena.
- Irrumpen los secundarios, ¡qué cara más dura!
- Escucha el último de mis deseos.
- Camina o revienta, empieza la carrera por el reino.
- Una esfinge pide cosas imposibles.
- Nunca más confiare en las mujeres.
- Se nos revela la identidad del tercer hombre.
- El príncipe de las rosas, una sonrisa muy sospechosa.
- Tienes que venir al palacio del rey Dragón.
- Un brusco cambio de clima, aparece la diosa del Sol.
- La profunda razón de la enemistad entre budas y demonios.
- Te puedes acercar mucho a la joya sagrada, jugando a los médicos.
- Extraordinario, ¿cual será el destino de Inaho?
- Si yo soy ese, ¿quién es aquel?
- Las hermanas demonio, un encuentro entre lágrimas.
- ¿Que ha sido de mi pobre cuerpo?
- La presentación de las hermanas Chingentzai.
- ¿Cuál es la increíble identidad de mi yo mono?
- Un amor encontrado, un amor callado, un amor liado.
- ¿Quién es? ¿Qué pasa con ese bebé?
- Caos, ¡confusión! Gracias, Sanzo.
- A ver, ¿qué es la felicidad?
- Ya va siendo hora de recuperar mi cuerpo.
- La fuente de la vida, un auténtico renacer.
- ¿Esto es un sueño o la realidad?
- Me llamo Jester Euborn Libertein.